# Мейер, Иоганн Генрих
Иоганн Генрих Мейер (нем. Johann Heinrich Meyer; 16 марта 1760, Штефа близ Цюриха — 14 октября 1832, Йена) — швейцарский художник и историк искусства. Ученик Фюссли, Мейер в 1784 году отправился в Рим, в 1787 году подружился с Иоганном Вольфгангом Гёте и с 1791 года проживал в Веймаре, где в 1806 году возглавил Школу рисования герцога Веймарского. Мейер был правой рукой Гёте по вопросам искусства и за это заслужил прозвание «гётевский Мейер».
Мейер родился в семье коммерсанта из Цюриха Иоганна Баптиста Мейера и учился рисованию в родном городке. Иоганн Каспар Фюссли познакомил его с творчеством археолога и историка искусства Иоганна Иоахима Винкельмана, которое произвело на него большое впечатление. В 1784 году художник Мейер отправился в Рим и сблизился с колонией проживавших там немецких художников. В 1786 году Генрих Мейер работал учителем рисования в Неаполе и познакомился с художником Иоганном Генрихом Вильгельмом Тишбейном. В Неаполе он был представлен герцогине Анне Амалии Саксен-Веймар-Эйзенахской и там же познакомился с Иоганном Готфридом Гердером. В Венеции он вновь встретился с Гёте и в 1791 году переехал в тюрингское герцогство Веймар, где оставался до конца своей жизни.
До 1802 года Мейер проживал в веймарском доме Гёте. Сначала он руководил перестройкой дома в стиле классицизма. В 1795 году Генрих Мейер получил звание профессора, а в 1806 году — должность директора Герцогской свободной школы рисунка. В 1795 году Мейер отправился на два года в поездку во Флоренцию и Рим. В 1799 году он руководил оформлением веймарского городского замка. В 1798 году Мейер вместе с Гёте издавал художественный журнал «Пропилеи».
В январе 1803 году Генрих Мейер женился на жительнице Веймара Амалии фон Коппенфельс, которая была моложе своего жениха на одиннадцать лет. Молодая семья сначала проживала в Йене, затем вернулась в Веймар. Бездетный брак Мейеров был тем не менее счастливым. Амалия умерла в 1825 году. Генрих Мейер больше не женился.
В 1807 году Генрих Мейер получил звание придворного советника. В 1809—1815 годах он работал над «Историей искусства», которая будет издана лишь в 1974 году. Гёте дорожил мнением Мейера по вопросам изобразительного искусства. Дружба с Гёте продолжалась до самой смерти Мейера, то есть в течение сорока пяти лет. Этому способствовал спокойный характер художника и, в отличие от Иоганна Петера Эккермана, свободная, независимая манера общения. Мейер был первым, кому Гёте сообщил о завершении работы над трагедией «Фауст».
В 2020 году вышла первая в Россия книга-исследование творчества И. Г. Мейера: «„WKF“ Иоганн Генрих Мейер. Теоретик искусства, художник, друг и сотрудник Иоганна Вольфганга Гёте.»